# Sant Julià d'Estaràs
Sant Julià d'Estaràs és l'església parroquial d'Estaràs (Segarra) inclosa en l'Inventari del Patrimoni Arquitectònic de Catalunya.

## Descripció
Església situada al centre del poble d'Estaràs, realitzada amb paredat, d'una sola planta sense absis i amb coberta a dues aigües.
A la façana principal hi trobem la porta d'accés, posterior a la construcció de l'església, realitzada amb arc de mig punt adovellat i envoltat per un guardapols, per damunt de la qual apareix un òcul contemporani a l'obertura de l'actual porta d'accés.

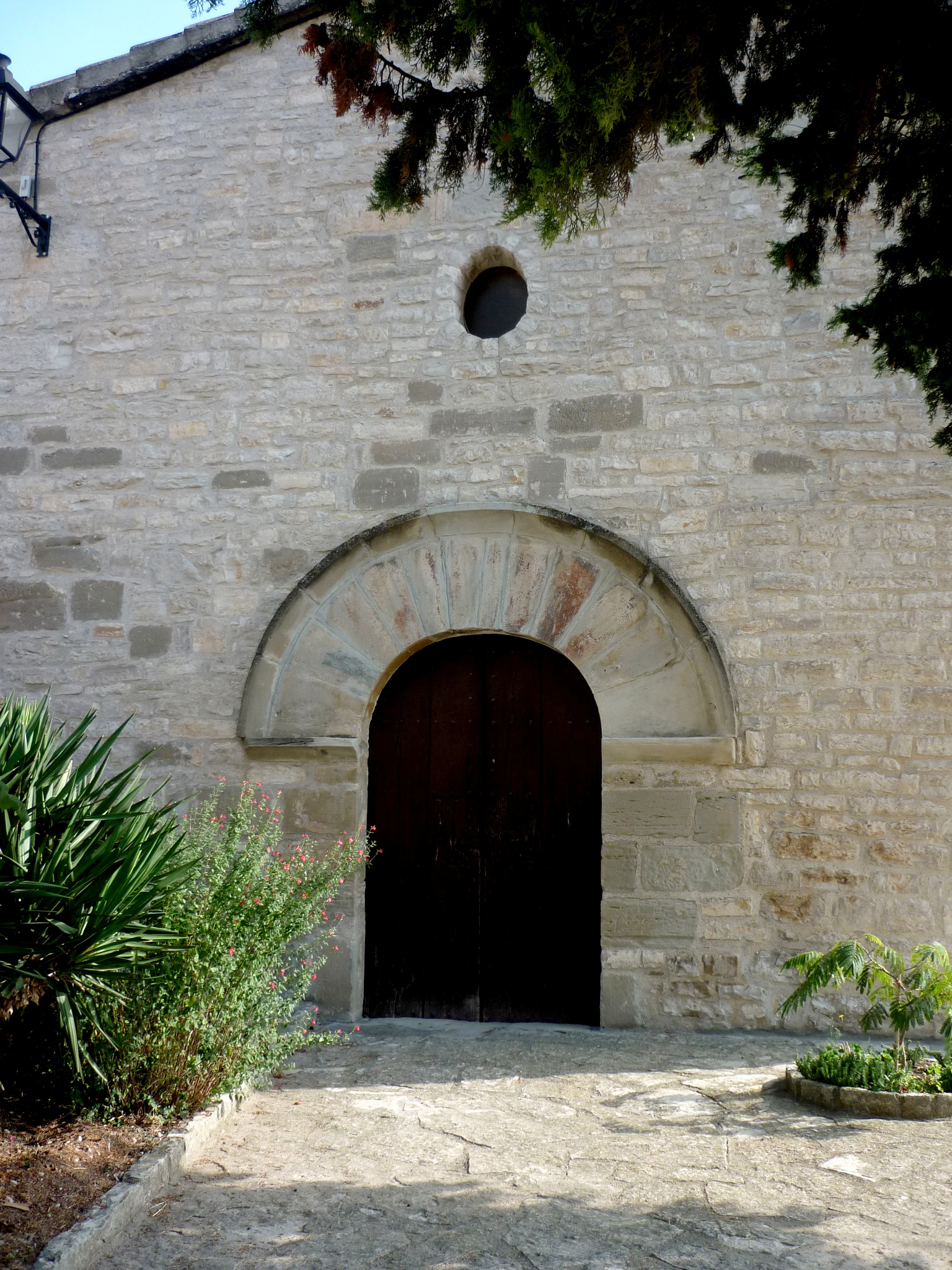
Porta d'accés

A la façana lateral dreta podem veure tapiada la que era l'entrada primitiva al temple, d'arc de mig punt adovellat, acompanyada per un campanar d'espadanya de dos ulls, obertures realitzades amb arc de mig punt amb coberta feta amb lloses de pedra i a dues aigües.
La pica d'aigua beneïda es troba a l'interior de l'església. Consta d'un peu molt arcaic, el qual sembla no correspondre originàriament amb aquest element, i d'una pica de petites dimensions amb lòbuls decoratius a la part inferior i a la interior. Està envoltat per una sanefa senzilla.
La pica baptismal feta de pedra, és llisa tant a l'interior com a l'exterior. Presenta unes grans dimensions. El peu és quadrangular, arcaic. La copa és tosca i es troba bastant deteriorada.
La pica d'aigua beneïda es troba a l'interior de l'església. És un element de molta esveltesa gràcies a l'estreta columna que fa de peu. La pica és lobulada a l'interior. Actualment es troba bastant malmesa i no s'aprecien els gravats que tenia originàriament.

## Història

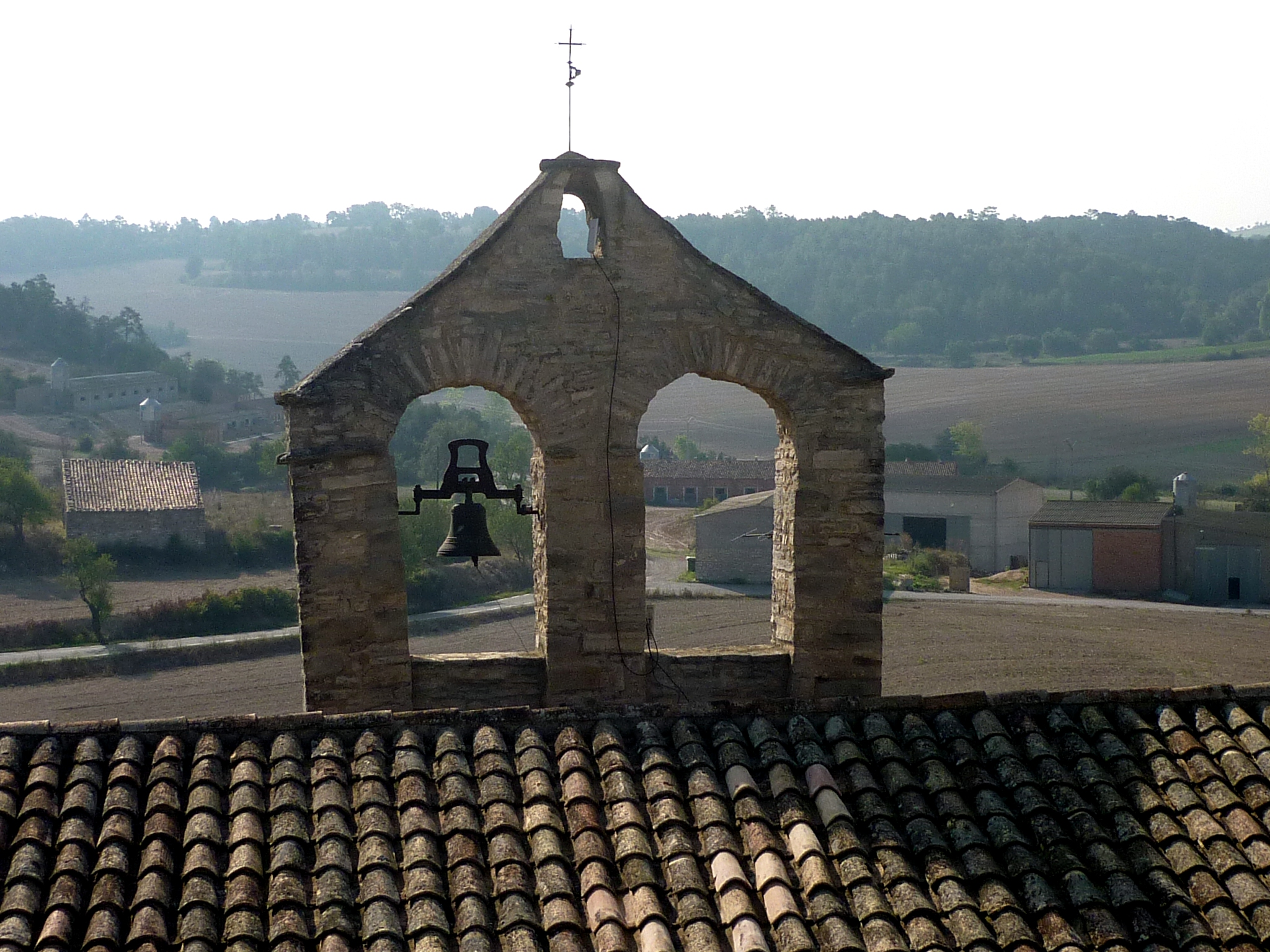
Espadanya

La parròquia d'Estaràs fou des dels seus inicis sufragània de Gàver i pertanyia al bisbat de Vic, per aquest motiu no consta en les primitives llistes de les parròquies del bisbat de Vic dels segles xi i xii ni tampoc en la relació de les esglésies que pagaren la dècima per a la croada dels anys 1279 i 1280. El 1685, tenim documentada la visita del bisbe Antoni Pasqual. Llavors Sant Julià pertanyia al deganat dels Prats de Rei, mentre que Gàver era de Santa Coloma de Queralt. Aleshores, també es diu que el seu titular era Sta. Magdalena però en algun moment retornà a la seva antiga advocació. La parròquia d'Estaràs va pertànyer al bisbat de Vic fins al 1957, moment en què s'integra al de Solsona.